# Stilbus cinctus
Stilbus cinctus là một loài bọ cánh cứng trong họ Phalacridae. Loài này được Fauvel miêu tả khoa học năm 1903.